# Totalanalyse
Die Totalanalyse untersucht in der Mikroökonomie das simultane Zusammenwirken (Interdependenz) aller am Wirtschaftsprozess beteiligten Wirtschaftssubjekte, Märkte und deren Produkte/Dienstleistungen. Gegensatz ist die Partialanalyse.

## Allgemeines
„Total“ bezieht sich auf den Bereich der Variablen, die in der Analyse erklärt werden. Eine Totalanalyse muss die Entwicklungstendenzen aller auf das Modell einwirkenden Faktoren berücksichtigen. Die Mikroökonomie beschäftigt sich mit der Gesamtheit der über Märkte vermittelten Interaktionen zwischen konsumierenden und produzierenden Wirtschaftssubjekten (Unternehmen, Staat und Privathaushalte). Auch die Interdependenzen der Wirtschaftsobjekte (Produkte/Dienstleistungen) werden einbezogen. Bei der Totalanalyse werden keine ceteris-paribus-Annahmen verwendet.

## Geschichte
Das Konzept der Totalanalyse geht auf Léon Walras zurück, der zwischen 1874 und 1877 von einem einzelnen Wirtschaftssubjekt ausging, das sein Gleichgewicht erreicht, wenn der Quotient aus dem Grenznutzen und dem Marktpreis des Konsumgutes dem Quotienten aus der Grenz-„Anstrengung“ und dem Preis für jede erstellte produktive Leistung entspricht. In der deutschen Fachliteratur ist der Unterschied zwischen Partial- und Totalanalyse vor allem 1953 durch Carl Föhl klarer geworden.

## Wirtschaftliche Aspekte
Die Totalanalyse betrachtet stets den volkswirtschaftlichen Gesamtzusammenhang und geht von bestimmten Marktdaten (vorhandene Vermögensbestände, Produktionsfaktoren, Präferenzen oder Produktionsfunktionen) und feststehenden Marktverhaltensweisen aus. Dabei wird auf eine preistheoretische Analyse reduziert, indem man die Bewegung auf Gleichgewichtszustände hin thematisiert.
Untersucht wird vor allem die Interdependenz aller Handlungen der Wirtschaftssubjekte. Dabei wird in der Preistheorie reduziert auf die Analyse, indem man das Marktgleichgewicht in den Vordergrund stellt. Deshalb besitzt oft das Allgemeine Gleichgewichtsmodell Priorität. Vor allem geht es um die Analyse des horizontalen und vertikalen Preiszusammenhangs über die verschiedenen Fertigungsstufen des Produktionsprozesses. Auch in der Partialanalyse steht die Rolle der Preise und des Preissystems im Vordergrund.
Die zur Abweichung vom Marktgleichgewicht führenden Marktstörungen wie Angebotsüberschuss, Angebotslücke, Nachfrageüberhang und Nachfragelücke sowie Geldlücke und Geldüberhang sind Untersuchungsgegenstände der Totalanalyse. Auch Angebots- und Bedarfsverschiebungen gehören zu den Erkenntnisobjekten. Die Totalanalyse untersucht alle Märkte (Geld- und Gütermarkt) im Zusammenhang, also auch die dort fließenden Geld- und Güterströme.
Obwohl diese Analyseart theoretisch umfassender ist, werden aus Kostengründen oder aufgrund der aufwändigen Datenbeschaffung meist Partialmodelle eingesetzt.